# タイロン・スミス
タイロン・ジェラー・スミス（Tyron Jerrar Smith, 1990年12月12日 - ）は、アメリカ合衆国カリフォルニア州ロサンゼルス出身のプロアメリカンフットボール選手。NFLのニューヨーク・ジェッツに所属している。ポジションはオフェンシブタックル。

## 経歴

### カレッジ
USCでは2年目の2009年シーズンから先発に定着した。
2010年シーズンは12試合に出場した。

### ダラス・カウボーイズ
| 身長                                                                        | 体重            | 腕 の 長 さ       | 手 の 大 き さ | 40Yrd ダ ッ シ ュ | 10Yrd ス プ リ ッ ト | 20Yrd ス プ リ ッ ト | 20Yrd シ ャ ト ル | 3 コ 丨 ン ド リ ル | 垂 直 跳 び   | 立 ち 幅 跳 び     | ベ ン チ プ レ ス |
| --------------------------------------------------------------------------- | --------------- | ----------------- | -------------- | ----------------- | -------------------- | -------------------- | ----------------- | ------------------- | ------------- | ------------------ | ----------------- |
| 6 ft 5 in (196 cm)                                                          | 307 lb (139 kg) | 36+3⁄8 in (92 cm) | 11 in (28 cm)  | 4.93 s            | 1.69 s               | 2.87 s               | 4.68 s            | 7.47 s              | 29 in (74 cm) | 9 ft 1 in (2.77 m) | 31 回             |
| All values from NFL Combine, except bench press and 40 yard dash. (Pro Day) |                 |                   |                |                   |                      |                      |                   |                     |               |                    |                   |

2011年のNFLドラフトにて、全体9位でダラス・カウボーイズから指名された。ジェリー・ジョーンズがオーナーに就任して以降、カウボーイズが1巡目でオフェンスラインの選手を指名するのは初であった。その後4年総額1,250万ドルのルーキー契約を結んだ。
2011年シーズンはライトタックルとして起用され、オールルーキーチームに選出された。
2012年シーズンからレフトタックルにポジションを変更した。2012年9月12日のニューヨーク・ジャイアンツ戦では悪質なタックルを行ったとして15,000ドルの罰金を科された。
2013年シーズンは16試合に出場して1度しかサックを許さず、自身初となるプロボウル、オールプロセカンドチームに選出された。
2014年シーズン開幕前に、カウボーイズと8年総額1億ドルの契約延長に合意した。このシーズンはシアトル・シーホークス戦での活躍により、オフェンスラインの選手としては10年ぶりとなる週間最優秀選手に選出された。また、2年連続となるプロボウル、オールプロファーストチームに選出された。
2015年シーズンは16試合に出場し、3年連続でプロボウルに選出された。
2016年シーズンは怪我に苦しみながらも全試合に出場。ランブロックでの活躍により、ルーキーのエゼキエル・エリオットがリーグ最多のラン獲得ヤードを記録した。4年連続となるプロボウル、2年ぶりとなるオールプロファーストチームに選出された。
2017年シーズンも怪我に苦しんだが、13試合に出場し、5年連続となるプロボウルに選出された。
2018年シーズンは6年連続となるプロボウルに選出された。
2019年シーズンは7年連続となるプロボウルに選出された。また、プロフットボール殿堂によるNFL2010年代オールディケードチームに選出された。
2020年シーズンは、過去数年に渡って痛めていた首の手術を受け、2試合の出場に留まった。
2021年シーズンは足首の怪我で6試合を欠場したが、2年ぶりとなるプロボウルに選出された。
2022年シーズンは開幕前にハムストリングを痛め、シーズンの大半を欠場した。第15週のジャクソンビル・ジャガーズ戦で復帰した。